# Movin’ with Nancy (альбом)
| Оценки критиков | Оценки критиков |
| Источник        | Оценка          |
| --------------- | --------------- |
| AllMusic        | [ 1 ]           |

Movin' with Nancy — саундтрек к одноимённому телевыпуску Нэнси Синатры 1967 года, выпущенный на Reprise Records в том же году. В нём приняли участие Фрэнк Синатра, Дин Мартин и Ли Хезлвуд. Аранжировщиком и дирижёром выступил Билли Стрэндж, продюсированием занимался Ли Хезлвуд. Альбом достиг 37 места в Billboard 200 chart. В качестве сингла была выпущена песня «Some Velvet Morning».

## Список композиций
| №   | Название                                       | Автор(ы)                       | Длительность |
| --- | ---------------------------------------------- | ------------------------------ | ------------ |
| 1.  | «I Gotta Get Out of This Town»                 | Ли Хезлвуд                     | 1:57         |
| 2.  | «Who Will Buy»                                 | Лайонел Барт                   | 4:51         |
| 3.  | «Wait till You See Him»                        | Ричард Роджерс, Лоренц Харт    | 2:04         |
| 4.  | «Younger Than Springtime» (с Фрэнком Синатрой) | Роджерс, Оскар Хаммерстайн II  | 2:40         |
| 5.  | «Things» (с Дином Мартином)                    | Бобби Дарин                    | 2:46         |
| 6.  | «Some Velvet Morning» (с Ли Хезлвудом)         | Хезлвуд                        | 3:37         |
| 7.  | «See the Little Children»                      | Хезлвуд                        | 2:59         |
| 8.  | «Up, Up and Away»                              | Джимми Уэбб                    | 2:24         |
| 9.  | «Friday's Child»                               | Хезлвуд                        | 2:24         |
| 10. | «Jackson» (с Ли Хезлвудом)                     | Билли Эдд Уиллер, Гэби Роджерс | 2:45         |
| 11. | «This Town»                                    | Хезлвуд                        | 2:57         |
| 12. | «What’d I Say»                                 | Рэй Чарльз                     | 4:22         |

| №   | Название                                 | Автор(ы)     | Продюсер(ы)   | Длительность |
| --- | ---------------------------------------- | ------------ | ------------- | ------------ |
| 13. | «Drummer Man»                            | Мюррей Уэчт  | Билли Стрэндж | 3:18         |
| 14. | «I Love Them All (The Boys in the Band)» | Сэнди Линзер | Боб Гаудио    | 2:52         |
| 15. | «Good Time Girl»                         | Мак Дэвис    | Билли Стрэндж | 3:20         |

## Чарты
| Чарт                | Высшая позиция |
| ------------------- | -------------- |
| США (Billboard 200) | 37             |